# Lista över Kroatiens presidenter
Kroatiens president (kroatiska: Predsjednik Hrvatske), formellt Republiken Kroatiens president (Predsjednik Republike Hrvatske), är statschef över Kroatien och överbefälhavare för Kroatiens försvarsmakt. Till presidentens uppgifter hör diplomatiska relationer till andra länder och ceremoniella uppdrag. Presidenten kan sitta i två mandatperioder om fem år vardera.
Sedan 1992 är Presidentpalatset den kroatiska presidentens officiella residens.

## Lista över Kroatiens presidenter
| Årtal     | President                | Parti |
| --------- | ------------------------ | ----- |
| 1990–1999 | Franjo Tuđman            | HDZ   |
| 2000–2010 | Stjepan Mesić            | HNS   |
| 2010–2015 | Ivo Josipović            | SDP   |
| 2015–2020 | Kolinda Grabar-Kitarović | HDZ   |
| 2020–     | Zoran Milanović          | SPD   |